# Konstantin Kwoczak
Konstantin Wasiljewicz Kwoczak, ros. Константин Васильевич Квочак (ur. w 1934, Rosyjska FSRR) – rosyjski trener piłkarski.

## Kariera trenerska
W 1965 roku trenera CSKA Moskwa Walentina Nikołajewa wiele razy prosili, aby wziąć za asystenta młodego specjalistę oficera Konstantina Kwoczaka, który był zięciem generała W. Filippowa – przewodniczącego Komitetu Sportowego Ministerstwa Obrony ZSRR. Główny trener był zadowolony z pracy swego asystenta Wiktora Czistochwałowa, dlatego odmówił, za co był służbowo przeniesiony do SKA Chabarowsk. Na początku 1966 ze Lwowa do Moskwy przeniesiono trenera Siergieja Szaposznikowa, a na jego miejsce został mianowany Konstantin Kwoczak. Po półtora roku Kwoczak został przeniesiony do SKA Odessa, gdzie pracował najpierw jako dyrektor techniczny klubu, a na początku 1968 objął stanowisko głównego trenera. Po pierwszej rundzie sezonu 1969 został zmieniony na Wałentyna Blindera. W latach 1971–1972 prowadził kolejny w jego karierze wojskowy klub Iskra Smoleńsk.